# غيمس
غاندي «بلال» جونا (بالفرنسية: Gandhi Bilel Djuna) المعروف في الوسط الفني باسم غيمس (بالفرنسية: Gims) تنطق باللغة الفرنسية (/ɡɪms/) وتكتب رسمياً (GIMS)، كما كان يعرف سابقا باسم ميتغ غيمس (بالفرنسية: Maître Gims)، وهو مغني راب، هيب هوب، آر أند بي معاصر وبوب وملحن كونغولي من مواليد يوم 6 مايو 1986 في كينشاسا عاصمة زائير (والتي تعرف باسم جمهورية الكونغو الديمقراطية حاليا). هاجر إلى فرنسا مع عائلته في سن السنتين، نشأ منذ صغره في الدائرة الثالثة في باريس، فرنسا ويعيش حاليًا بين مراكش في المغرب وفرنسا التي رفضت منحه جنسيها، بسبب تعدد زيجاته.
كان عضوا في مجموعة الهيب هوب الفرنسية سكسيون داسوت منذ تأسيسها سنة 2002 حتى تفككها سنة 2013. أصدر ألبومه الرئيسي الأول سابليمينال، في عام 2013 تم بيع أكثر من مليون نسخة في فرنسا وبلغ ذروته في المرتبة الثانية في تصنيف الألبومات الفرنسية حسب الاتحاد الوطني للنشر الفونوغرافي. وصل ألبوماه التاليان قلبي كان على حق (2015) والحزام الأسود (2018) إلى المرتبة الأولى في فرنسا، بلجيكا وسويسرا وبلغت ذروتها في أعلى 40 أغنية عبر دول أوروبية مختلفة، بما في ذلك الدنمارك، إيطاليا، سويسرا وألمانيا. وتصدر تصنيف الأغاني الفردية الفرنسي أربع مرات، بما في ذلك مرة واحدة كفنان مميز، كان آخرها في عام 2018 بأغنيته «نفس الشيئ». كانت الأغنية هي الأكثر شيوعا في فرنسا في عام 2018، كما ساعدت غيمس على أن يصبح أكثر الفنانين الأكثر ظهورا في التلفزيون والإذاعة الفرنسية لنفس العام. في عام 2018 كان أكثر سابع فنان رواجا في جميع أنحاء العالم حسب المنصة الإلكترونية ديزر. طوال حياته المهنية عمل مع العديد من الفنانين العالميين مثل سيا، بيتبول، ليل وين، ستروماي، مالوما، ستينغ، فيتا، بلاك إم وغيرهم. في 4 ديسمبر 2020 تم إصدار ألبومه الرابع تحت عنوان الظاهرة. في 28 نوفمبر 2020 وصل غيمس إلى علامة 4.800.000.000 مشاهدة على يوتيوب. في 17 سبتمبر 2020، على نيتفليكس، يتم إطلاق فيلم وثائقي عن السنوات العشر الأخيرة من حياته المهنية تحت عنوان «غيمس: قيد التسجيل».

## النشأة
ولد غاندي «بلال» دجونا في 6 مايو 1986 في كينشاسا، زائير (جمهورية الكونغو الديمقراطية منذ عام 1997)، وهو من عائلة موسيقيين: والده دجانانا دجونا هو مغني فرقة فيفا لا ميوزيكا التابعة للمغني بابا وامبا. وصل إلى فرنسا عام 1988 وهو في الثانية من عمره مع والديه اللذين كانا أجانب في ذلك الوقت في وضع غير شرعي. بسبب إخفاء والديه أوضح أنه عاش طفولة صعبة. تم وضعه مع أسر حاضنة، هذا المقطع من حياته مذكور في كتابه استهدف الشمس. هو جزء من عائلة مكونة من أربعة عشر طفلاً.
شقيقه دادجو دجونا (عضو مجموعة ذا شي سيكاي)، بيدجيك، إكس غانغس ودجيلاس، جميعهم مغني راب. في ألبومه الأول سابليمينال (2013)، شارك الأخير في أغنية بعنوان «الغرباء». نشأ غيمس في الدائرة الثالثة في باريس، انتقلت عائلته بعد ذلك إلى الدائرة التاسعة وأخيراً إلى الدائرة التاسعة عشر. درس غيمس التصميم الجرافيكي والتواصل، إختار لنفسه لقب «غيمس» في إشارة إلى السينما الآسيوية وعالم الفنون القتالية.

## المسيرة الفنية

### سكسيون داسوت (2002–2013)
في عام 2002، قام غيمس مع صديقيه جي آر أو كروم وماسكا، بتشكيل مجموعة ثلاثية وأطلقو عليها اسم النموذج المبدئي 3015. تم اختيار اسم المجموعة في إشارة إلى فيلم، وذلك أساسًا لمعناه القتالي، يتضمن اسم سكسيون داسوت إشارة إلى كتيبة العاصفة، وهي الجناح شبه العسكري للحزب النازي، والتي تتعلمها المجموعة بالصدفة خلال حفل موسيقي في مدينة باريس.

غيمس في حفل موسيقي في كليون يوم 22 فبراير 2010 عندما كان ضمن مجموعة سكسيون داسوت.

في عام 2005، اندمج الثلاثي مع مجموعة السجع، وهي مجموعة أخرى من سكسيون داسوت الجماعية. المجموعة تسمى الآن النموذج الأولي الثالث. بعد إنتاج بضع قطع بشكل مستقل، التقى أعضاء سكسيون داسوت بوكيلهم داوالا في باريس. مع داوالا، أطلق النموذج الأولي الثالث أول شريط مختلط بعنوان الأرض الوسطى، في 13 مايو 2006. صمم غيمس غلاف القرص المضغوط. في عام 2007 أصدروا ألبوم بعنوان التجديد. من خلال النموذج المبدئي 3015 ثم النموذج المبدئي 3 يعد غيمس جزءًا هاما من مجموعة سكسيون داسوت. أطلقت مجموعة سكسيون داسوت أولى أغانيه بين عامي 2002 و2003. مع سكسيون داسوت، يشارك غيمس مرتين في مسابقة إنشالله ستار 12، وهي مسابقة راب شهيرة في مترو الأنفاق الباريسي. جاء في المركز الثاني واكتسب سمعة سيئة، والمعروف الآن بأنه أحد أفضل مغني الراب الحر في فرنسا. في عام 2008، قدمت المجموعة أغاني شهرية مجانية تسمى أخبار الأيام من الشهر: كل شهر، تم إصدار أغنيتين على الأقل من الأغاني الحرة عبر الصوت أو الفيديو. في يناير 2009، نشرت سكسيون داسوت شريطًا شبكيًا تمت إعادة تسميته باسم أخبار الأيام 75، وهو تجميع يحتوي أيضًا على أغان لم يتم إصدارها سابقًا.
في عام 2010، أصدر سكسيون داسوت ألبوم بعنوان مدرسنة النقاط الحساسة. يُنسب إلى غيمس هناك كمغني وكاتب أغاني. قام بتأليف الكلمات الموسيقية للعديد من الأغاني. كما يشارك صانعو إيقاعات آخرون في الألبوم. لاقى الألبوم نجاحًا كبيرًا مع عامة الناس، حيث تم بيع أكثر من 400000 نسخة. في أبريل 2011، اندلع جدل حول ادعاءات المجموعة المعادية للمثليين. رداً على الانتقادات، قرر أعضاء سكسيون داسوت إصدار شريط مختلط بعنوان الذروة: أخبار الأيام 75، والذي على الرغم من كل شيء لاقى نجاحًا مع أغان مثل باريس بخير ومن قال لك؟. يحتوي المشروع على قرص دي في دي يتضمن أحد مقاطع الأغاني الموجودة، بالإضافة إلى فيلم وثائقي يتتبع رحلة المجموعة. في مارس 2012، أطلقوا ألبومهم الثاني بعنوان الذروة، والذي كان أكثر نجاحًا من الأول. باع الألبوم أكثر من 700000 نسخة.
بالتوازي مع مسيرته مع سكسيون داسوت، قام غيمس بتجربة موهبته في التأليف الموسيقي. في نهاية عام 2006، أطلق أول مشروع منفرد له بعنوان الذين ينامون بعيون مفتوحة تم إنتاجها على أساس أسطوانة مطولة. بعد إنتاج عدد قليل جدًا من النسخ، يهدف القرص إلى جعل غيمس معروفًا لعامة الناس. يحتوي السجل على أغان مع سكسيون داسوت.

### سابليمينال (2012–2015)
في 20 مايو 2013 غيمس يعلن عن إصدار أول ألبوم إستديو منفرد سابليمينال. قبل ذلك في 1 مارس 2013، ينشر غيمس أغية «الموت بالخنق». في 15 مارس 2013، كشف عن أغنية «سأخرج»، مقتطفه الثاني الذي لا يزال يحتل المرتبة رقم 1 على الرسوم البيانية الفرنسية لمدة أربعة أسابيع متتالية، ويخرج المقطع في 10 أبريل 2013. خلال مقابلة على موقع راب إليت، يؤكد غيمس وجود مغني الراب بيتبول على أغنية تسمى «لا للمس». تم جمع شمل أشقائه الثلاثة، بيدجيك، دادجو وآكس غانغ، على أغنية الغرباء.

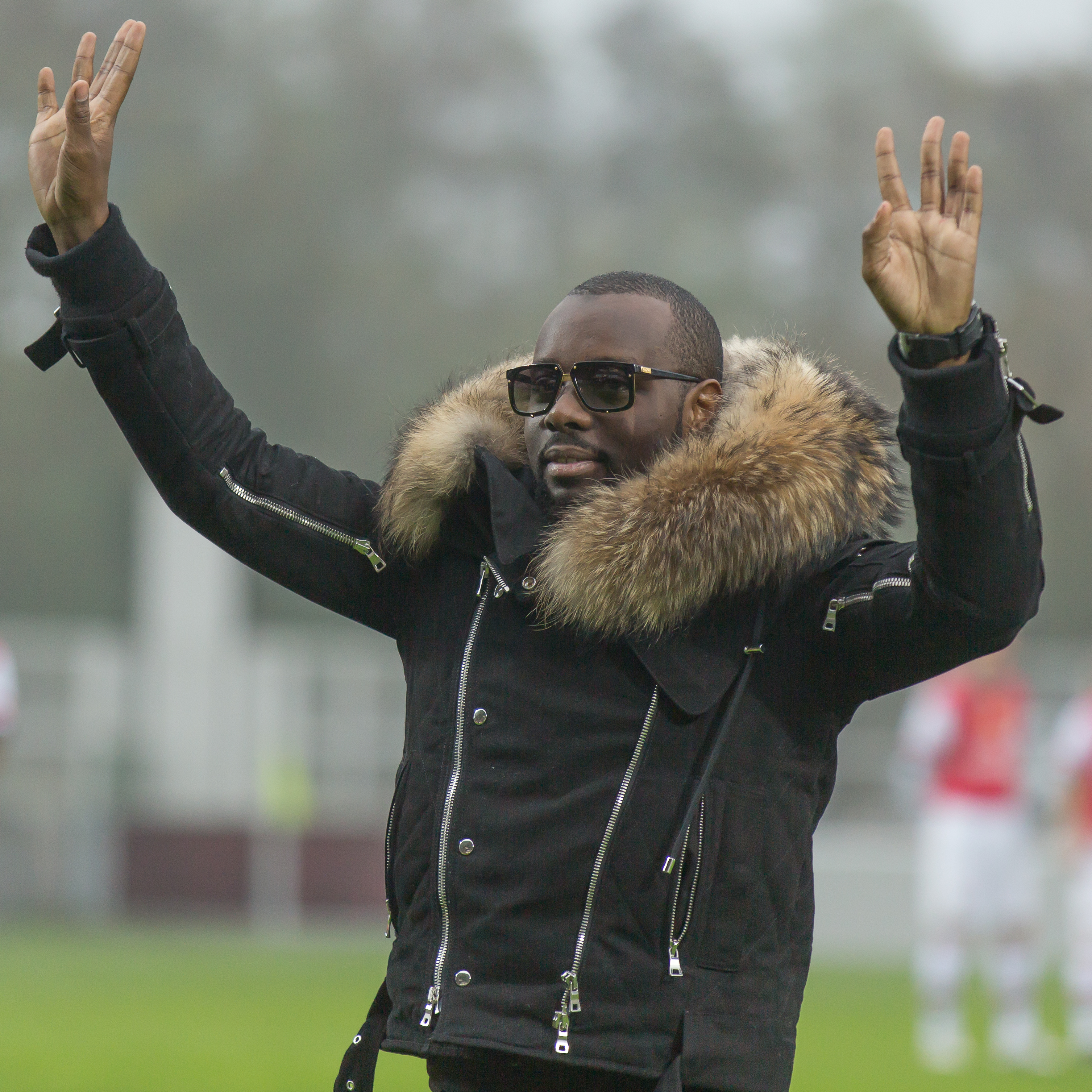
غيمس في 2013.

في 4 مايو 2013، نشر أغية «بيلا». في 13 مايو 2013، بث حصريًا أغنية «في كيو 2 بي كيو» على الإذاعة الفرنسية سكايروك. في 14 مايو 2013، تم بث أغنية «إنه يعمل»، بالتعاون مع ذا شين سيكاي. تم إصدار ألبوم سابليمينال في 20 مايو 2013. للترويج له، كشف غيمس عن أغاني لم يتم إصدارها، والتي لن تكون جزءًا من الألبوم، في شكل سلسلة من مقاطع الفيديو بعنوان «هذا ليس فيديو كليب». في 31 مايو 2013، قام بأول حفل موسيقي فردي له في مسرح الأولمبيا. شارك في ألبوم راسين كاري للمغني البلجيكي ستروماي في أغنية «آي في آف» مع مشاركة أوريلسان. أعلن غيمس أنه يريد أن يأخذ استراحة بعد آخر جولة مع سكسيون داسوت التي جرت سوم 28 سبتمبر 2013 في ملعب فرنسا في إطار حفلة السلام الحضري، والذي يجمع أيضًا أوريلسان، يوسوفا، لا فوين وستروماي. خطط أيضًا لرعاية زوجته وأطفاله الأربعة، الذين قال أنه لم يراهم سوى القليل جدًا بسبب حياته المهنية (إبنه الأكبر ولد في 2008 وأصغرهم ولد في 2013). ومن المقرر جدولة ألبوم سكسيون داسوت الجديد في نوفمبر 2015. في سبتمبر 2013، شارك في أغنية «إنتهت اللعبة» للمغنية الفرنسية فيتا. تحتل الأغنية المرتبة الأولى في مبيعات الأغاني الفردية في فرنسا.
في 22 نوفمبر 2013، كشف غيمس عن أغنيته الجديدة «التغيير»، التي احتلت المرتبة 17 في الأسبوع يوم 1 ديسمبر 2013. مع هذه الأغنية، يأمل غيمس في الوصول إلى جمهور جديد أوسع. في فبراير 2014، تم ترشيح غيمس في فئة الموسيقى الحضرية في جوائز ڤيكتوار دو لاموزيك وفاز بجائزة الأغنية الأصلية للسنة. ومع ذلك، كانت مسيرته المنفردة ناجحة. وفقًا لمجلة شالانج، غيمس هو ثاني أكثر فنان فرنسي مدفوع الأجر لعام 2013، خلف ميلين فارمر وقبل جوني هوليداي بقليل.

### قلبي كان على حق (2015–2016)
في 28 أغسطس 2015، أصدر غيمس ألبومه الثاني بعنوان قلبي كان على حق (بالفرنسية: Mon cœur avait raison)، ألبومه الثاني يحتوي على قرصين مدمجين. واحد يسمى الحبة الزرقاء يحتوي على موسيقى البوب، والآخر يسمى الحبة الحمراء يحتوي على موسيقى الراب. في 26 أغسطس 2016، أعيد إصدار الألبوم بقرص مضغوط ثالث يسمى ضد القلب (بالفرنسية: À contrecœur) الحبة الأرجوانية مع 7 إصدارات منفردة لم يتم إصدارها بما في ذلك أغنية «جمالي» وأغنية "150".
تم بيع أكثر من 700000 نسخة من الألبوم في فرنسا. وصل الألبوم إلى المرتبة الأولى في فرنسا (الاتحاد الوطني للنشر الفونوغرافي) وبلجيكا (أولتراتوب). أغنية «هل تحبني» وصلت إلى المرتبة الأولى في إيطاليا (اتحاد صناعة الموسيقى الإيطالية) والرقم 3 في فرنسا (الاتحاد الوطني للنشر الفونوغرافي) وحققت نجاحًا كبيرًا في العديد من البلدان الأوروبية بعد إصدارها. بالإضافة إلى الإعلان عن جولة وارانو، كان غيمس ينشر مقاطع فيديو عبر الشبكات الاجتماعية مع مقتطفات من الأغاني التي تبين أنها من ألبومه المستقبلي. بالرغم من إعلان شهر مارس عن أول أغنية من الألبوم «هل تحبني» وقعت في 28 أبريل في سكاي روك.

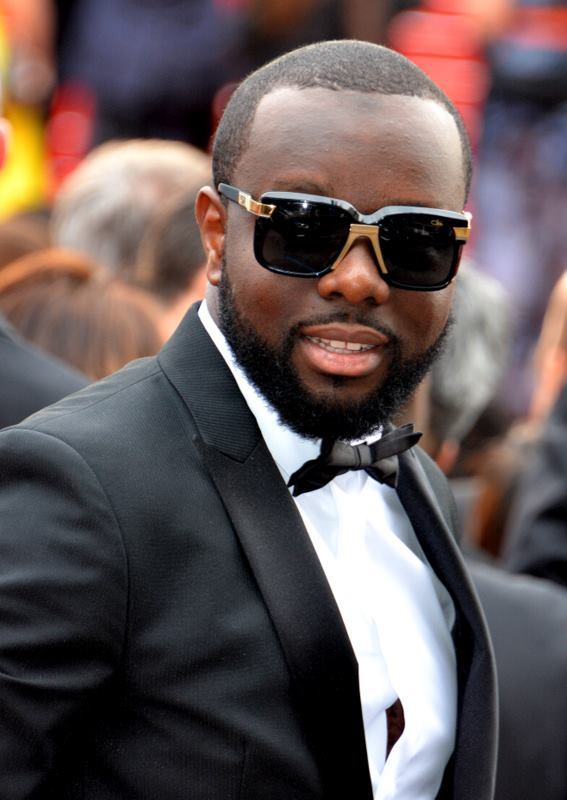
غيمس في مهرجان كان السينمائي 2016

بالإضافة إلى ذلك، أعلن أن الألبوم سينقسم إلى قسمين: الحبة الزرقاء التي هي جزء من أغاني البوب الحضري، والحبة الحمراء التي هي جزء من أغاني الراب. هذا المفهوم مستوحى من فيلم ذا ماتريكس. في وقت لاحق، تم إطلاق أول أغنية من الحبة الحمراء بعنوان «ميليندا غيتس» متبوعة بفيديو كليب. ثم يكشف غيمس عن الأغنية الثانية من الحبة الزرقاء المسماة «دعه يمر»، ويجمعه فيديو كليب بين عائلته، والده وإخوانه. في نهاية يوليو، استمر غيمس مع الحبة الحمراء بأغنية «حياة طويلة» مع ليفا، والتي تشير إلى عودته إلى المشهد الموسيقي، يجمع المقطع بين أعضاء سكسيون داسوت. أعلن غيمس عن قائمة الأغاني وتاريخ إصدار الألبوم على الشبكات الاجتماعية: سيتم إصدار الألبوم في 28 أغسطس. في نهاية شهر أغسطس، ينشر أغنية جديدة بعنوان «مكسورة». في وقت لاحق، أصدر 4 أغان أخرى من ألبومه المزدوج «سأشتاق إليك»، «أنا أسامحك»، «أي بي سي دي» و«تقويض لم يسبق له مثيل».
ثم أعلن عن إعادة إصدار ألبومه بعنوان ضد القلب (بالفرنسية: À contrecœur) الذي سيصدر في 26 أغسطس 2016. عندما تم إصداره، احتل الألبوم المرتبة الأولى على المخططات وحصل على الإسطوانة الذهبية في أقل من أسبوع. في نهاية شهر أكتوبر، أصدر غيمس أغنية «تقويض لم يسبق له مثيل» بالتعاون مع نيسكا، حيث أشادوا بأسلوب السابورية الكونغولية، كون جمهورية الكونغو الديمقراطية موطنه الأصلي. أصدر غيمس سيرة ذاتية يسرد فيها تجربته وصعوباته ونجاحه. بعد ذلك، أصدر غيمس أغنية «أي بي سي دي» التي تم تصويرها في نيويورك، مسقط رأس الهيب هوب في الساحل الشرقي؛ التي نشأها مغني الراب موب ديب. بعد ذلك نشر أغنيتي «سأشتاق إليك» و«أنا أسامحك» وهي استكمال قائمة الإصدارات الفردية في الألبوم. يتكون الألبوم من قرصين و 26 أغنية ويتميز بأصوات تتراوح من موسيقى الهيب هوب التقليدية إلى موسيقى البوب مع أصوات الموسيقى الفرنسية.
حول اختيار تقسيم القرص إلى قسمين، قال غيمس: «كان الشيء الوحيد الذي يجب القيام به، بالنظر إلى كمية الموسيقى التي لدينا. أردت موسيقى هيب هوب، لكن بعض الأغاني كانت أكثر شيوعًا. الأمر الذي أدى إلى فكرة جزأين، أحدهما بوب والآخر هيب هوب. لذا، لكوني من محبي فيلم ذا ماتريكس، خطرت لي فكرة الحبة الزرقاء (مع أغاني البوب) والحبة الحمراء (مع أغاني الهيب هوب) .» لاقى الألبوم استقبالًا جيدًا وبعد أن تم إحصاء ما يقرب من 85800 نسخة تم بيعها في الأسبوع الأول، تحصل على الإسطوانة البلاتينية في نهاية عام 2018، تم بيع أكثر من 700000 نسخة في فرنسا، وتم بيع 581000 نسخة على المستوى الدولي.

### الحزام الأسود (2016–2019)
بعد انتخاب دونالد ترامب رئيسا في الولايات المتحدة الأمريكية في 8 نوفمبر 2016، عبر غيمس عن غضبه على إنستغرام بإعلانه أنه سيتوقف عن صنع الموسيقى في اليوم التالي وهو يوم كذبة أبريل بعد ساعات قليلة أعلن عن ألبومه القادم بعنوان الحزام الأسود. بعد خلافات مع داوالا (الرئيس التنفيذي لشركة التسجيلات واتي بي) بسبب حقوق الطبع والنشر المنخفضة في ديسمبر 2016، غادر غيمس شركة التسجيلات واتي بي ووقع مع مجموعة تي أف 1. في 7 مايو 2017، بعد وقت قصير من إعلانه الرسمي، نشر غيمس مقتطفًا حصريًا من أغنية على حسابه على إنستغرام بعنوان «مرابوت» حيث سمع أنه يقوم بتسوية حسابات مع شخص معين. تم إطلاق الصوت مع المقطع بالكامل (من إنتاج شركة داي لايت) رسميًا على قناته الجديدة على يوتيوب في 12 مايو 2017. في 26 مايو 2017، أصدر غيمس أغنية جديدة بعنوان «أنا في دار». لاحظ أنه تم الكشف عن جزء من الصوت في 28 مارس 2017 على حسابه على سناب شات.
بعد اختراق حسابه على تويتر في 7 مارس 2018، كشف المخترق عن مقطعين من الألبوم هما «نفس الشيء» مع فياني بالإضافة إلى «مستذئب» مع سفيان. يبدو أن هاتين الأغنيتين يمثلان مقدمة للألبوم بالنظر إلى أنه أعلن في 29 سبتمبر 2017 على هذه الشبكات الاجتماعية أنه تغيب لتحسين أول أغنية من الألبوم مما يعني أن أغنيتي «أنا في دار» و«مرابوت» ليستا إصدار منفرد. الأول هو جديد والثاني مدرج في المشروع. ابتعد عن الشبكات لفترة من الوقت، بضعة أسابيع فقط وقت كافٍ للتنقيح لإنهاء أول أغنية منفردة للحزام الأسود.
عاد في 5 نوفمبر 2017 عن طريق تغيير صور الملف الشخصي لجميع حساباته في شبكات التواصل الاجتماعي الخاصة به لاختيار صورة سوداء تمامًا، في إشارة إلى اسم الألبوم وأعلن في 7 نوفمبر 2017 عن إصدار أول أغنية من الألبوم بعنوان «الحرباء»، صدرت بعد 3 أيام في 10 نوفمبر 2017. خلال مقابلة أجريت في أكتوبر 2017، تم طرح سؤال حول وجود أحد الممثلين وهو شقيقه دادجو دجونا في الألبوم، نظرًا لأنه كان حاضرًا في آخر ألبوم. السؤال الذي أجاب عليه: «نعم بالتأكيد، كما في جميع الألبومات السابقة، هذا أمر طبيعي». قام غيمس في ما بعد إعادة إصدار جديدة للألبوم بعنوان التفوق (بالفرنسية: Transcendance)، تتكون من ثلاثة عشر أغنية جديدة تم إصدارها في 26 أبريل 2019 وستدخل مباشرة في المركز الأول في المبيعات باستثناء البث، بما في ذلك أغنية «مرحبا آنستي» بالتعاون مع الموسيقي الكولومبي مالوما وسيتم مشاهدة المقطع أكثر من 26 مليون مرة في الأسبوع الأول، سيتم بعد ذلك اعتماد الشهادة البلاتينية الفردية في إسبانيا. فيما بعد قام غيمس إعادة إصدار للألبوم مرة أخرى بعنوان عقد (بالفرنسية: Décennie) والمقصود منها عشر سنوات، مع أربع أغان جديدة تم إصدارها في 6 ديسمبر 2019.

### الظاهرة وغيمس: قيد التسجيل (منذ 2020)

ملصق فيلم «غيمس: قيد التسجيل».

في 28 أغسطس 2020، نشر غيمس أغنية جديدة على منصات البث تسمى «يولو» تيمنا باسم أحد الأحياء في كينشاسا. في 2 سبتمبر 2020، تم إصدار الفيديو الموسيقي الخاص بـ«يولو». في 17 سبتمبر 2020 قامت شركة التسجيلات نتفليكس، بإنتاج فيلم وثائقي عن مسيرة غيمس تحت عنوان «غيمس: قيد التسجيل» وتحصل الفيلم على تقييم 6,8 على موقع قاعدة بيانات الأفلام على الإنترنت. في 21 سبتمبر 2020، نشر غيمس مقطع فيديو على هذه الشبكات الاجتماعية يعلن فيه عن أول أغنية من الألبوم بعنوان «خالدة». في 25 سبتمبر 2020، أصدر غيمس أول أغنية من ألبومه بعنوان «خالدة»، صوت موسيقى الراب البحت حيث نجد غيمس من وقت سكسيون داسوت. في نهاية مقطع الفيديو يتم الإعلان عن ألبومه الجديد في 6 نوفمبر 2020. في 15 أكتوبر 2020، تسرب عنوان جديد من ألبومه الجديد على الإنترنت. يُطلق على العنوان «الجانب الأسود» بالتعاون مع ليتو. في 23 أكتوبر 2020، ينشر غيمس على منصات البث عنوانًا جديدًا يسمى «أوريغامي».
في 30 أكتوبر 2020، تم الكشف عن قائمة الأغاني نهارًا تم تسريب الألبوم كاملاً على الإنترنت، قبل أسبوع من صدوره. في 31 أكتوبر 2020، وفقًا لبعض الشائعات، كان هذا هو سبب تأجيل الألبوم. في 3 نوفمبر 2020، أكد غيمس من خلال شبكاته الاجتماعية تأجيل ألبومه بسبب جائحة فيروس كورونا لكن لم يتم الإعلان عن موعد. في 6 نوفمبر 2020، نشر غيمس على منصات البث عنوانًا جديدًا باسم «أورو جاكسون» بالتعاون مع غازو، بالإضافة إلى أغنية «حتى الان جيدة جدا»، وهو أيضًا ائتمانات سلسلة مجموعة تي أف 1 الجديدة، «هنا يبدأ كل شيء».
في 7 نوفمبر 2020، نشر غيمس مقطع الفيديو الخاص بعنوان «أورو جاكسون» بالتعاون مع غازو. في 10 نوفمبر 2020، أصدر غيمس الفيديو الموسيقي لأغنية «أوريغامي». في 26 نوفمبر 2020، أعلن غيمس على وسائل التواصل الاجتماعي أن الألبوم سيصدر في 4 ديسمبر 2020. في 2 ديسمبر 2020، كشف غيمس النقاب عن قائمة أغاني الألبوم المكونة من 17 أغنية مناها 9 أغان مشتركة. من بين السمات المميزة، نجد بعض الأسماء الكبيرة لموسيقى الراب الفرنسية مثل فالد، كاريس، كريم جريو أو اكتشافات مثل ليتو، بوش وغازو. في 3 ديسمبر 2020، نشر غيمس مقطع فيديو بعنوان «حتى الان جيدة جدا».

## ديسكوغرافيا

### ألبومات الإستديو

غلاف أغنية "سأخرج" تم إصدارها يوم 15 مارس 2013 وهي إصدار منفرد لألبوم سابليمينال حصلت الأغنية عى الأسطوانة البلاتينية في كل من فرنسا وبلجيكا والأسطوانة الذهبية في سويسرا.

كانت أول أغنية أصدرها بعد الخروج من مجموعة سكسيون داسوت هي «القتل بالخنق» التي تم إصدارها يوم 1 مارس 2013 وهي أغنية من ألبومه الأول سابليمينال، في 15 مارس 2013 أصدر أغنية «سأخرج» التابعة لألبومه سابليمينال لقت الأغنية رواجا واسعا آنذاك حيث حققت الأسطوانة البلاتينية في كل من فرنسا وبلجيكا والأسطوانة الذهبية في سويسرا وظلت الأغنية الرقم واحد في فرنسا لمدة أربع أسابيع متتالية حسب الاتحاد الوطني للنشر الفونوغرافي. طوال حياته المهنية عمل مع العديد من الفنانين العالميين مثل سيا، بيتبول، ليل وين، ستروماي، مالوما، ستينغ، فيتا وغيرهم. في عام 2018 كان أكثر سابع فنان رواجا في جميع أنحاء العالم حسب المنصة الإلكترونية ديزر.
ترجع موسيقى غناء مغني الراب الكونغولي إلى ثلاثة ألبومات إستوديو، وثلاثة ألبومات تجميعية وأسطوانة مطولة وحيدة. ويتكون أيضًا من تسعة وعشرين إصدار منفرد (بما في ذلك خمسة وعشرون كفنان رائد وأربعة كفنان مشترك) واثنتين وثلاثون أغنية مشتركة وواحد وثلاثون مقطع فيديو. خلال مسيرته المهنية، حصل غيمس على ثمانية إسطوانات ذهبية وستة إسطوانات بلاتينية وثلاثة إسطوانات بلاتينية مزدوجة وثلاثة إسطوانات بلاتينية ثلاثية وثلاثة إسطوانات ماسية. حصل أيضًا على اثنين وثلاثين أغنية منفردة ذهبية، وسبعة عشر من البلاتين الفردي، واثنان من البلاتين المشترك، واحد من البلاتين الثلاثي، والبلاتين واحد رباعي، والبلاتين الخماسي واحد وخمسة من الماس الفردي.
| عنوان الألبوم (عنوان إعادة إصدار)                          | تفاصيل عن الألبوم                                                                    | مواقع بلوغ الذروة | مواقع بلوغ الذروة | مواقع بلوغ الذروة | مواقع بلوغ الذروة | مواقع بلوغ الذروة | مواقع بلوغ الذروة | مواقع بلوغ الذروة | مواقع بلوغ الذروة | مواقع بلوغ الذروة | المبيعات                                                                                   | الشهادات                                                                  |
| عنوان الألبوم (عنوان إعادة إصدار)                          | تفاصيل عن إعادة إصدار                                                                | [ 41 ]            | [ 42 ]            | [ 43 ]            | [ 44 ]            | [ 45 ]            | [ 46 ]            | [ 47 ]            | [ 48 ]            | [ 49 ]            | المبيعات                                                                                   | الشهادات                                                                  |
| ---------------------------------------------------------- | ------------------------------------------------------------------------------------ | ----------------- | ----------------- | ----------------- | ----------------- | ----------------- | ----------------- | ----------------- | ----------------- | ----------------- | ------------------------------------------------------------------------------------------ | ------------------------------------------------------------------------- |
| سابليمينال (الوجه الخفي)                                   | - الإصدار: 20 مايو 2013 - شركة الإنتاج: واتي بي، سوني - الشكل: سي دي، تحميل موسيقي   | 2                 | 1                 | 47                | 11                | 3                 | 72                | —                 | —                 | —                 | - فرنسا: 900٬000 - بلجيكا: 15٬000 - المجموع: 1٬100٬000                                     | - فرنسا: ماسية - بلجيكا: ذهبية                                            |
| سابليمينال (الوجه الخفي)                                   | - الإصدار: 2 ديسمبر 2013 - شركة الإنتاج: واتي بي، سوني - الشكل: سي دي، تحميل موسيقي  | 2                 | 1                 | 47                | 11                | 3                 | 72                | —                 | —                 | —                 | - فرنسا: 900٬000 - بلجيكا: 15٬000 - المجموع: 1٬100٬000                                     | - فرنسا: ماسية - بلجيكا: ذهبية                                            |
| قلبي كان على حق (ضد القلب)                                 | - الإصدار: 28 أغسطس 2015 - شركة الإنتاج: واتي بي، سوني - الشكل: سي دي، تحميل موسيقي  | 1                 | 1                 | 24                | 3                 | 1                 | 40                | 20                | 4                 | —                 | - فرنسا: 920٬000 - بلجيكا: 30٬000 - سويسرا: 20٬000 - الدنمارك: 20٬000 - المجموع: 1٬300٬000 | - فرنسا: ماسية - بلجيكا: بلاتينية - الدنمارك: بلاتينية - سويسرا: بلاتينية |
| قلبي كان على حق (ضد القلب)                                 | - الإصدار: 26 أغسطس 2016 - شركة الإنتاج: واتي بي، سوني - الشكل: سي دي، تحميل موسيقي  | 1                 | 1                 | 24                | 3                 | 1                 | 40                | 20                | 4                 | —                 | - فرنسا: 920٬000 - بلجيكا: 30٬000 - سويسرا: 20٬000 - الدنمارك: 20٬000 - المجموع: 1٬300٬000 | - فرنسا: ماسية - بلجيكا: بلاتينية - الدنمارك: بلاتينية - سويسرا: بلاتينية |
| الحزام الأسود (التفوق – عقد)                               | - الإصدار: 23 مارس 2018 - شركة الإنتاج: مجموعة تي أف 1 - الشكل: سي دي، تحميل موسيقي  | 1                 | 1                 | 28                | 1                 | 1                 | 93                | —                 | —                 | 48                | - فرنسا: 950٬000 - بلجيكا: 20٬000 - المجموع: 1٬000٬000                                     | - فرنسا: ماسية - بلجيكا: بلاتينية                                         |
| الحزام الأسود (التفوق – عقد)                               | - الإصدار: 26 أبريل 2019 - شركة الإنتاج: مجموعة تي أف 1 - الشكل: سي دي، تحميل موسيقي | 1                 | 1                 | 28                | 1                 | 1                 | 93                | —                 | —                 | 48                | - فرنسا: 950٬000 - بلجيكا: 20٬000 - المجموع: 1٬000٬000                                     | - فرنسا: ماسية - بلجيكا: بلاتينية                                         |
| الحزام الأسود (التفوق – عقد)                               | - الإصدار: 6 ديسمبر 2019 - شركة الإنتاج: مجموعة تي أف 1 - الشكل: سي دي، تحميل موسيقي | 1                 | 1                 | 28                | 1                 | 1                 | 93                | —                 | —                 | 48                | - فرنسا: 950٬000 - بلجيكا: 20٬000 - المجموع: 1٬000٬000                                     | - فرنسا: ماسية - بلجيكا: بلاتينية                                         |
| الظاهرة                                                    | - الإصدار: 4 ديسمبر 2020 - شركة الإنتاج: مجموعة تي أف 1 - الشكل: سي دي، تحميل موسيقي | —                 | —                 | —                 | —                 | —                 | —                 | —                 | —                 | —                 | - فرنسا: 100٬000                                                                           | - فرنسا: بلاتينية                                                         |
| « — » يشير إلى أن العنوان لم يتم نشره أو تصنيفه في الدولة. |                                                                                      |                   |                   |                   |                   |                   |                   |                   |                   |                   |                                                                                            |                                                                           |

### إسطوانة مطولة
| العنوان                   | تفاصيل                                                                                |
| ------------------------- | ------------------------------------------------------------------------------------- |
| الذين ينامون بعيون مفتوحة | - تاريخ الإصدار: 7 ديسمبر 2006 - شركة الإنتاج: واتي بي. - الشكل: سي دي، تحميل موسيقي. |

### مبيعات الألبومات
| الألبوم         | مواقع بلوغ الذروة | مواقع بلوغ الذروة | مواقع بلوغ الذروة | مواقع بلوغ الذروة | مواقع بلوغ الذروة | مواقع بلوغ الذروة | المجموع     |
| الألبوم         | فرنسا             | بلجيكا            | سويسرا            | الدنمارك          | إيطاليا           | ألمانيا           | المجموع     |
| --------------- | ----------------- | ----------------- | ----------------- | ----------------- | ----------------- | ----------------- | ----------- |
| سابليمينال      | 1.200.000         | 15.000            | —                 | —                 | —                 | —                 | + 1٬500٬000 |
| قلبي كان على حق | 920.000           | 30.000            | 20.000            | 20.000            | —                 | —                 | + 1٬400٬000 |
| الحزام الأسود   | 850.000           | 20.000            | —                 | —                 | —                 | —                 | + 1٬000٬000 |
| المجموع         | + 3.700.000       | + 45.000          | + 20.000          | + 20.000          | —                 | —                 | + 4.200.000 |

## فيديوغرافيا

### فيديو كليب
- "القتل بالخنق" تم إصدارها يوم 1 مارس 2013.[69]
- "سأخرج" تم إصدارها يوم 10 أبريل 2013.[70]
- "في كيو 2 بي كيو" تم إصدارها يوم 19 مايو 2013.[71]
- "بيلا" تم إصدارها يوم 19 يونيو 2013.[72]
- "ضربة واحدة" (بمشاركة دري) تم إصدارها يوم 24 يوليو 2013.[73]
- "إنه يعمل" (بمشاركة ذا شين سيكاي) تم إصدارها يوم 12 أكتوبر 2013.[74]
- "التغيير" تم إصدارها يوم 22 نوفمبر 2013.[75]
- "ميت حي" تم إصدارها يوم 31 يناي 2014.[76]
- "هل تحبني" تم إصدارها يوم 4 مايو 2015.[77]
- "ميليندا غيتس" تم إصدارها يوم 21 يونيو 2015.[78]
- "دعه يمر" تم إصدارها يوم 3 يوليو 2015.[79]
- "حياة طويلة" (بمشاركة ليفا) تم إصدارها يوم 28 أغسطس 2015.[80]
- "مكسورة" تم إصدارها يوم 14 سبتمبر 2015.[81]
- "تقويض لم يسبق له مثيل" (بمشاركة نيسكا) تم إصدارها يوم 19 أكتوبر 2015.[82]
- "أي بي سي دي" تم إصدارها يوم 30 أكتوبر 2015.[83]
- "سأشتاق إليك" تم إصدارها يوم 22 دبسمبر 2015.[84]
- "أنا أسامحك" (بمشاركة سيا) تم إصدارها يوم 18 مارس 2016.[85]
- "جمالي" تم إصدارها يوم 24 يونيو 2016.[86]
- "150" تم إصدارها يوم 27 يوليو 2016.[87]
- "أعطه كله" تم إصدارها يوم 11 نوفمبر 2016.[88]

- "أنا في دار" تم إصدارها يوم 26 مايو 2017.
- "الحرباء" تم إصدارها يوم 12 ديسمبر 2017.[89]
- "مي غنا نسخة غيمس" (بمشاركة سوبر ساكو وهايكي) تم إصدارها يوم 18 يناير 2018.[90]
- "مستذئب" (بمشاركة سفيان) تم إصدارها يوم 8 مارس 2018.[91]
- "أناكين" تم إصدارها يوم 16 أبريل 2018.[92]
- "نفس الشيء" (بمشاركة فياني) تم إصدارها يوم 20 أبريل 2018.[93]
- "وداعا أيتها الجميلة" (بمشاركة فيتا، دادجو دجونا، سليمان) تم إصدارها يوم 3 يونيو 2018.
- "قلب" (بمشاركة ليل وين وفرنتش مونتانا) تم إصدارها يوم 28 يونيو 2018.[94]
- "أو لا لا" تم إصدارها يوم 20 يوليو 2018.[95]
- "الأسوأ" تم إصدارها يوم 26 أكتوبر 2018.[96]
- "نائب ميامي" تم إصدارها يوم 5 أبريل 2019.[97]
- "مرحبا آنستي" (بمشاركة مالوما) تم إصدارها يوم 10 مايو 2019.[98]
- "الراحة" (بمشاركة ستينغ) تم إصدارها يوم 26 أغسطس 2019.[99]
- "الثمن الواجب دفعه" تم إصدارها يوم 30 نوفمبر 2019.[100]
- "هذا ليس راب" (بمشاركة نيرو) تم إصدارها يوم 29 نوفمبر 2019.[101]
- "ما بيننا قد مات" تم إصدارها يوم 7 ديسمبر 2019.[102]
- "10/10" (بمشاركة دادجو دجونا وألونزو) تم إصدارها يوم 4 فبراير 2020.[103]
- "للأسف، للأسف" تم إصدارها يوم 8 يوليو 2020.[104]
- "القرصان" (بمشاركة جي بالفين) تم إصدارها يوم 15 نوفمبر 2020.
- "يولو" تم إصدارها يوم 4 سبتمبر 2020.[105]
- "خالدة" تم إصدارها يوم 25 سبتمبر 2020.[106]
- "أوريغامي" تم إصدارها يوم 23 أكتوبر 2020.[107]
- "أورو جاكسون" (بمشاركة غازو) تم إصدارها يوم 6 نوفمبر 2020.[108]
- "حتى الان جيدة جدا" تم إصدارها يوم 6 نوفمبر 2020.[109]
- "قاتل مستأجر" (بمشاركة كريم جريو) تم إصدارها يوم 11 ديسمبر 2020.[110]

### أفلام
غيمس: قيد التسجيل (بالإنجليزية: GIMS: On the Record)، وهو فيلم وثائقي أصدر في 17 سبتمبر 2020 من إنتاج شركة نتفليكس. يروي الفيلم عن مسيرة مغني الهيب هوب الكونغولي غيمس تبلغ مدة العرض 1 ساعة و36 دقيقة. وتحصل الفيلم على تقييم 6,8 على موقع قاعدة بيانات الأفلام على الإنترنت.

## البيئة الفنية

### النقد

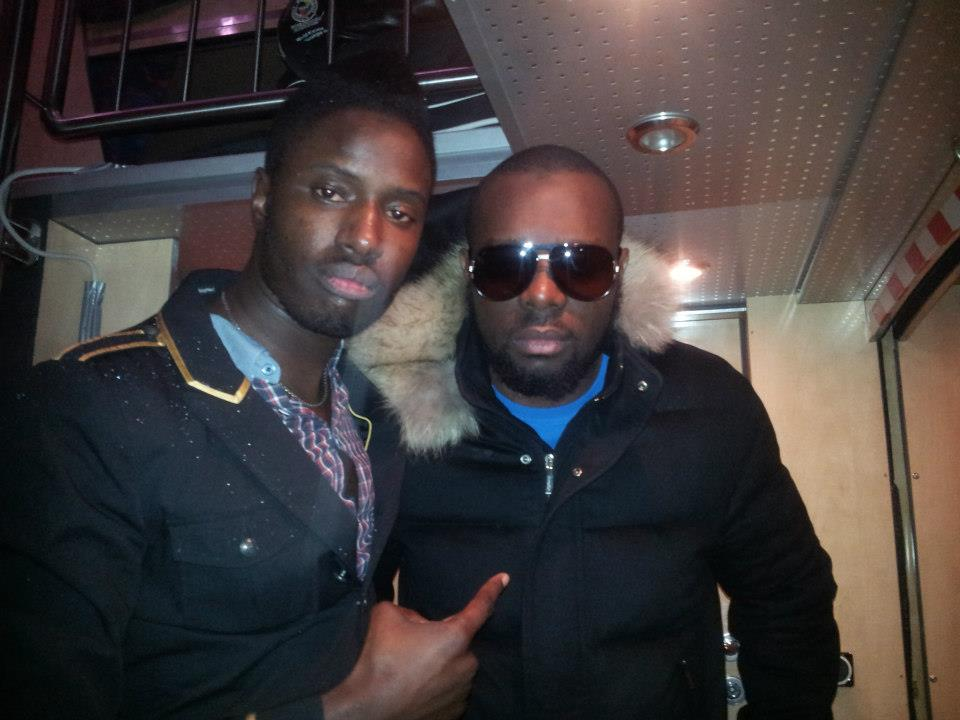
غيمس مع أحد معجبيه في 2013.

تتأثر موسيقى غيمس بالهيب هوب والرقص مع لمسات البوب واللاتينية. قبل أول ألبوم له، قارنت المجلة الفرنسية «إنروك» بين غيمس ولاعب كرة القدم الأرجنتيني ليونيل ميسي بسبب تنوعه: يمتلك غيمس ترسانة ضخمة. يغني، يغني، يؤلف وينتج. في ألبومه الأول، يخاطب الفنان أفراحه وأسئلته وغضبه وصخبه. في سبتمبر 2013، اعترف لجريدة ليبراسيون بأنه «لا يستبعد أي نمط غنائي سواء كانت موسيقى الروك».
الألبوم الثاني مقسم إلى جزئين: موسيقى شعبية وحضرية يتم بثها على نطاق واسع عبر قنوات الراديو، وموسيقى الراب الموجهة كما فعلت في أيامها الأولى. يؤسف الممثل الكوميدي على الإنترنت جون رشيد أن الجزء الثاني من الراب القديم أقل شهرة من الجزء الأول، مما يجعله رابًا سيئًا (عنوان برنامجه على يوتيوب). أما بالنسبة لجوي ستار، فغالباً ما ينتقده على الشبكات الاجتماعية، واصفاً موسيقاه بأنها «موسيقى ما قبل النضوج». قال الضابط الكبير فيلق مالاد في مقابلة أنه لم يلتزم بموسيقى ميتغ غيمس، التي هي موسيقى بوب للشباب مع كلمات سيئة وصوت مزعج. يستشهد موقع بوسكا بي على الويب بضرب غيمس في مقال يعرض أكثر مغني الراب الفرنسي المكروهين، بما في ذلك بيغفلو وأولي، جوليان ماري وبوبا. راب «الأصوليون» مثل جوي ستار أو جون رشيد المذكور أعلاه ينتقدونه بسبب لمسات البوب والرقص. يصف البعض موسيقاه بأنها «موسيقى تخييم» أو «زومبا». يكره جزء من محبي موسيقى الراب، ويكره أيضًا جزءًا من عامة الناس الذين لا يحبون موسيقى الراب ويفضلون التنوع أو موسيقى الروك. يعتبر جزء من الصحافة أن غيمس فنان للثقافة الفرعية بنصوص ضعيفة للغاية، مثل الناقد الأدبي إيريك نوالو الذي أعلن أن غيمس كتب «أسوأ نصوص الأغنية الفرنسية».

### الكتابة
بالإضافة إلى كتابة نصوصه الخاصة، يكتب أيضًا لفنانين آخرين. في عام 2013، شارك غيمس كضيف في برنامج بوب ستار فرنسا، حيث قدم نصائح للمجموعات الشابة حول حياتهم المهنية. بعد هذا التدخل، سيكتب الأغنية الأولى من المجموعة الفائزة، ذا ميس، بعنوان إلى القمة. ستصل هذه الأغنية إلى المركز الثامن في تصنيف آي تيونز.

## الجدل
في أبريل 2017، كان قد ألغى حفلة موسيقية في أليس بسبب عدم وجود طائرة خاصة لتأخذه إلى هناك، لأن المنظم لا يستطيع تأمين واحدة. تشجب العناوين «نزوة النجم». بعد التغطية الإعلامية، قدم حفلة مجانية ومرتجلة في مترو باريس. في برنامج لا تلمس منصبي، يوضح أن الحفل كان في البداية مجرد اقتراح لم يتم الاحتفاظ به في النهاية. ومع ذلك، بدأ المروج بالفعل في بيع التذاكر. في مواجهة خطر الخسارة المالية، يتصل المروج بمنتج مغني الراب ويعرض أن يأتي بطائرة خاصة. رد ميتر غيمس أنه حتى مع طائرة خاصة، لا يمكنه الذهاب إلى أليس لأنه كان لديه حفل موسيقي آخر مقرر.

### الانتحال
تم اتهام غيمس وفياني بالسرقة الأدبية من قبل المخرج البلجيكي شارلوت أبرامو عن أغنية «نفس الشيئ». بمناسبة اليوم العالمي لحقوق المرأة في 8 مارس 2018، أصدرت إنتاجًا كليب بعنوان المارة لجورج براسينز والذي وفقًا لتقييمها، له العديد من أوجه التشابه من خلال الإعلان «هذا المقطع يتضمن نفس الهيكل، نفس الجماليات، نفس الزخارف بألوان الباستيل وقبل كل شيء نفس أنواع الصور». وفقًا لمنظمت البث الإذاعي والتلفزيوني راديو وتلفزيون بلجيكا الناطق بالفرنسية، يقرر موقع يوتيوب فرض رقابة على مقطع شارلوت أبرامو بسبب «تسلسلات مسيئة محتملة» مرتبطة بشكل خاص بجثث نساء عاريات بشكل مفرط. بعد غضب المستخدمين على الشبكات الاجتماعية، يرفع مضيف الفيديو الرقابة ويبث المقطع لأكثر من 700000 مشاهدة. يستجيب غيمس من خلال اتهام شارلوت أبرامو بانتهاك حقوق النشر بنفسها باستخدام مقطع من مقطع أغنية «صامت كل هذه السنوات» من تأليف توري أموس. كانت الأغنية نفسها هي العنوان الأكثر بثًا خلال عام 2018 من قبل أجهزة الراديو الفرنسية، مع أكثر من 75000 بث في حين أن المقطع هو الثاني في الترتيب على شاشة التلفزيون وفقًا لشركة الأبحاث يوكاست.

## الحياة الشخصية

### العائلة والعلاقات
قادمًا من عائلة موسيقية، والده هو دجونا دجانانا، المطرب في فرقة بابا وامبا. دادجو شقيق غيمس هو مغني الراب الفرنسي. الأخوان بيدجيك وإكس غانغس هم أيضا مغني الراب في حد ذاتهم. تزوج شقيق غيمس شابًا وأب لثلاث أطفال. في عام 2013، بعد النجاح الدولي الضخم لـ«سأخرج»، أطلق غيمس فورتكس، خط ملابسه الخاص. في الفيديو الموسيقي لـ «سأخرج»، شوهد وهو يرتدي واحدة من أقمصة فورتكس التي أنشأها. تزوج غاندي دجونا من امرأتين: امرأة فرنسية تعيش في المغرب وأنجب منها طفلان انفصل عنها لكنه لم يطلقها؛ ثم سيدة فرنسية من أصل مالي تزوجها منذ عام 2005 ولديها 3 أطفال. يقضي وقته بين فرنسا والمغرب. في عام 2018، تم حرمانه من الجنسية الفرنسية. في 17 سبتمبر 2020، على نيتفليكس، يتم إطلاق فيلم وثائقي عن السنوات العشر الأخيرة من حياته المهنية تحت عنوان غيمس: قيد التسجيل.

### الديانة والإنتمائات
إعتنق دين الإسلام منذ 2004، في عام 2005 انضم إلى الحركة الأصولية لجماعة الإخوان المسلمين وجماعة التبليغ التي تركها بعد ذلك ويعتبرها الآن منظمة إرهابية. يقول في فيلمه الوثائقي «غيمس: قيد التسجيل» على نيتفليكس: «كان هناك أشخاص ماتوا وانتحروا في العراق. الناس الذين كانوا بجانبي. وقد أفزعني ذلك، لم أكن أعرف متى كان بإمكاني الانتهاء.».

### غيمس والنظارات الشمسية
يشتهر غيمس بارتدائه الدائم لنظارات شمسية علنا، في الواقع من النادر وجود صوره بدون نظارات على الانترنات وسبب هذا هو لكي لا يتم التعرف إليه في الشارع عندما يكون بدون نظارات بسبب شعبيته الواسعة في فرنسا وباريس خصوصا، كما أنه صرح سابقا أن هذه الطريقة ناجعة. المرة الوحيدة التي قام فيها غيمس بنزع نظاراته علنا كانت في حفلة مباشرة مع مجموعة سكسيون داسوت عندما قام بالرقص صحبة بلاك إم، باراك أداما، جي آر أو كروم، ليفا ودومامز لكن لم يلاحظ من وجهه إلا القليل لأن المسرح شبه مظلم.

## حفلات

### إفتتاح نهائي كأس الدوري الفرنسي 2015–16
في 23 أبريل 2016، قدم غيمس حفلة موسيقية قبل مباراة كرة القدم بين باريس سان جرمان ونادي ليل لنهائي كأس الدوري الفرنسي 2015–16. يقوم بعمل مقتطفات من ثلاث من أغانيه «هل تحبني»، «بيلا» و«تقويض لم يسبق له مثيل». المغني يستهجن المتفرجين، بمجرد وصوله إلى أرضية الميدان. عندما يصرخ غيمس للجمهور «هل نستمر؟»، المتفرجون يصرخون«لا!» في مقابلة أجريت معه في المغرب، يكشف غيمس أنه لم يسمع صفير عندما غنى وأن هذه الانتقادات العنيفة لم تصدمه. ويدعي أن أنصاره مدمنون على الكحول وبعضهم كانوا من متساكني ليل، في حين أن غيمس باريسي. ينتهي مغني الراب بالاعتراف بأن هناك الكثير من الأشخاص الذين لا يحبون موسيقاه ولكنهم سيكونون مستعدين لتكرار التجربة لمعجبيه.

### جولات
- جولة وارانو
- جولة النار

## الجوائز والترشيحات
| السنة | المستلم/العمل المرشح    | الجائزة                                                                       | النتيجة | مصادر   |
| ----- | ----------------------- | ----------------------------------------------------------------------------- | ------- | ------- |
| 2013  | غيمس                    | جائزة أن أر جي الموسيقية (فنان العام الفرنكوفوني)                             | رُشِّح     | [ 124 ] |
| 2013  | غيمس                    | جوائز إم تي في الموسيقى الأوروبية (فنان العام الفرنكوفوني)                    | رُشِّح     | [ 125 ] |
| 2014  | غيمس                    | جوائز إم تي في الموسيقى الأوروبية (فنان العام الفرنكوفوني)                    | رُشِّح     | [ 126 ] |
| 2016  | "تقويض لم يسبق له مثيل" | ڤيكتوار دو لاموزيك (الأغنية الأصلية للسنة)                                    | فوز     | [ 127 ] |
| 2016  | "تقويض لم يسبق له مثيل" | جائزة دابليو 9 الذهبية للموسيقى (جائزة الفرنسي الأكثر ظهورا)                  | فوز     | [ 128 ] |
| 2016  | "تقويض لم يسبق له مثيل" | جائزة دابليو 9 الذهبية للموسيقى (الأغنية الفرنسية الأكثر مشاهدة على الإنترنت) | فوز     | [ 129 ] |
| 2016  | غيمس                    | جائزة أن أر جي الموسيقية (فنان العام الفرنكوفوني)                             | رُشِّح     |         |
| 2016  | غيمس                    | جائزة أن أر جي الموسيقية (جائزة أفضل ثنائي فرنكوفوني)                         | رُشِّح     |         |
| 2016  | "تقويض لم يسبق له مثيل" | جائزة أن أر جي الموسيقية (جائزة أغنية العام الفرنكوفونية)                     | رُشِّح     |         |
| 2016  | غيمس                    | جوائز إم تي في الموسيقى الأوروبية (فنان العام الفرنكوفوني)                    | رُشِّح     | [ 130 ] |
| 2018  | غيمس                    | جائزة أن أر جي الموسيقية (جائزة أفضل ثنائي فرنكوفوني)                         | رُشِّح     |         |
| 2018  | غيمس                    | جائزة أن أر جي الموسيقية (جائزة أفضل ثنائي فرنكوفوني)                         | رُشِّح     |         |
| 2018  | غيمس                    | جائزة أن أر جي الموسيقية (فنان العام الفرنكوفوني)                             | رُشِّح     |         |
| 2018  | "نفس الشيء"             | جائزة أن أر جي الموسيقية (جائزة أغنية العام الفرنكوفونية)                     | رُشِّح     |         |
| 2019  | غيمس                    | جائزة أن أر جي الموسيقية (فنان العام الفرنكوفوني)                             | رُشِّح     |         |
| 2020  | غيمس                    | جائزة أن أر جي الموسيقية (فنان العام الفرنكوفوني)                             | رُشِّح     |         |
| 2020  | "الراحة"                | جائزة أن أر جي الموسيقية (تعاون العام الفرنكوفوني)                            | رُشِّح     |         |
| 2020  | غيمس                    | جائزة أن أر جي الموسيقية (أفضل آداء مباشر في الليلة)                          | رُشِّح     |         |
| 2020  | غيمس                    | جائزة أن أر جي الموسيقية (جائزة أن أر جي الموسيقية الشرفية)                   | فوز     |         |
| 2020  | غيمس                    | جوائز المهرجانات العربية الدولية المميزة (فنان العام العالمي)                 | فوز     | [ 131 ] |
| 2020  | غيمس                    | جوائز إم تي في الموسيقى الأوروبية (فنان العام الفرنكوفوني)                    | رُشِّح     |         |

## قراءة معمقة

### روابط خارجية
- غيمس على موقع IMDb (الإنجليزية)
- غيمس على موقع ألو سيني (الفرنسية)
- غيمس على موقع ميوزك برينز (الإنجليزية)
- غيمس على موقع أول ميوزيك (الإنجليزية)
- غيمس على موقع ديسكوغز (الإنجليزية)
- غيمس على موقع قاعدة بيانات الفيلم (الإنجليزية)

### وثائقي
- غيمس: قيد التسجيل بواسطة فلوران بودين، بث على نيتفليكس (17 سبتمبر 2020)